# Tisaleo
Tisaleo ist eine Kleinstadt und eine Parroquia urbana („städtisches Kirchspiel“) im Kanton Tisaleo der ecuadorianischen Provinz Tungurahua. Tisaleo ist Sitz der Kantonsverwaltung. Die Parroquia besitzt eine Fläche von 30,02 km². Die Einwohnerzahl lag im Jahr 2010 bei 10.831. Die Parroquia wurde im Jahr 1858 gegründet.

## Lage
Die Parroquia Tisaleo liegt im Anden-Hochtal von Zentral-Ecuador in der Provinz Tungurahua. Montalvo liegt auf einer Höhe von 3250 m etwa 10 km südsüdwestlich vom Stadtzentrum von Ambato. Die Fernstraße E35 (Ambato–Riobamba) führt durch den Osten der Parroquia.
Die Parroquia Tisaleo grenzt im Nordosten an die Parroquia Montalvo, im Osten an den Kanton Cevallos, im Südosten an die Parroquia Mocha, im Süden an die Parroquia Quinchicoto, im Westen an die Parroquia Santa Rosa sowie im Norden an die Parroquia Huachi Grande.